# Ophrys diakoptensis
Ophrys diakoptensis là một loài thực vật có hoa trong họ Lan. Loài này được M.Bayer mô tả khoa học đầu tiên năm 1978.